# Eustache
Eustache ist ein im französischen Sprachraum verbreiteter männlicher Vorname. Er ist auch als Familienname bekannt.

## Herkunft und Bedeutung
Der Name Eustache ist als französische Variante abgeleitet von Eustathius (auch Eustachius), der lateinischen Form des griechischen Namens Εὐστάθιος (Eustathios), in dem die beiden Wörter „gut“ (eu) und „stehen“ enthalten sind. Der Name kann also als „gut aufgestellt, stabil“ „der Standfeste“ gedeutet werden. Der Name wird heute kaum mehr vergeben.

## Namenstag
20. September, Gedenktag des heiligen Eustachius

## Namensträger
- Eustache le Moine,  (* um 1170; † 1217), nordfranzösischer Pirat und Söldner

### Vorname
- Eustache de Beaufort (1636–1709), französischer Adliger, Zisterzienserabt und Ordensreformer
- Eustache du Caurroy (1549–1609), französischer Komponist der Renaissance
- Eustache Deschamps (* um 1345; † 1404), französischer Dichter
- Eustache-Hyacinthe Langlois (1777–1837), französischer Maler, Zeichner, Graveur und Kunsthistoriker
- Eustache Le Sueur (1616–1655), französischer Maler
- Eustache Marcadé (* 2. Hälfte des 14. Jahrhunderts; † 1440), französischer Autor des Spätmittelalters
- Eustache Picot (* um 1575; † 1651), französischer Geistlicher, auch Musiker und Komponist des Barock
- Eustache de Saint-Far (1746–1828), französischer Architekt und Stadtbaumeister

### Familienname
- Jean Eustache (1938–1981), französischer Filmregisseur und Filmeditor
- Michel Eustache Vilaire (* 1945), venezolanischer Chordirigent, Musikpädagoge und Komponist